# Голубців (заказник)
Голубців — ботанічний заказник місцевого значення в Україні. Розташований у центральній частині Недригайлівського району Сумської області і займає правий крутий схил балки, на відстані близько 300 м від південно-західної околиці смт Недригайлів. 
Площа 16 га. Оголошено територією ПЗФ 21.08.1996 року.
Трапляється вид рослин, занесений до Червоної книги України та Європейського червоного списку астрагал шерстистоквітковий, та регіонально рідкісні види: гіацинтик блідий, гострокільник волосистий, цибуля жовтіюча.
Фауна заказника включає види тварин, занесених до Червоної книги України мегахіла округла, мелітурга булавовуса, джміль незвичайний), Європейського червоного списку: сліпак звичайний, деркач та Бернської конвенції: лунь очеретяний, канюк звичайний, одуд, щеврик лісовий, сорокопуд-жулан, щиглик, костогриз.

## Галерея

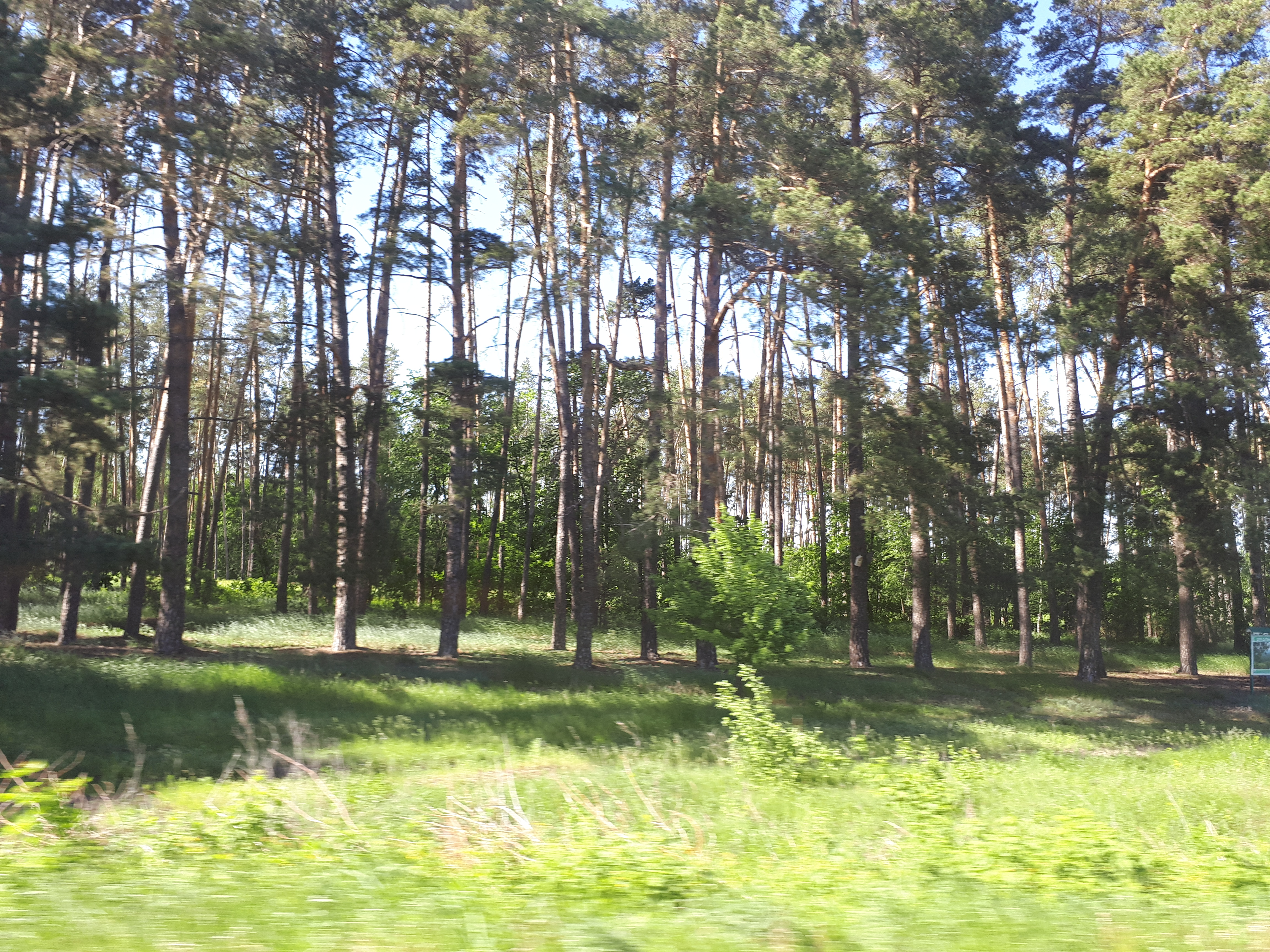
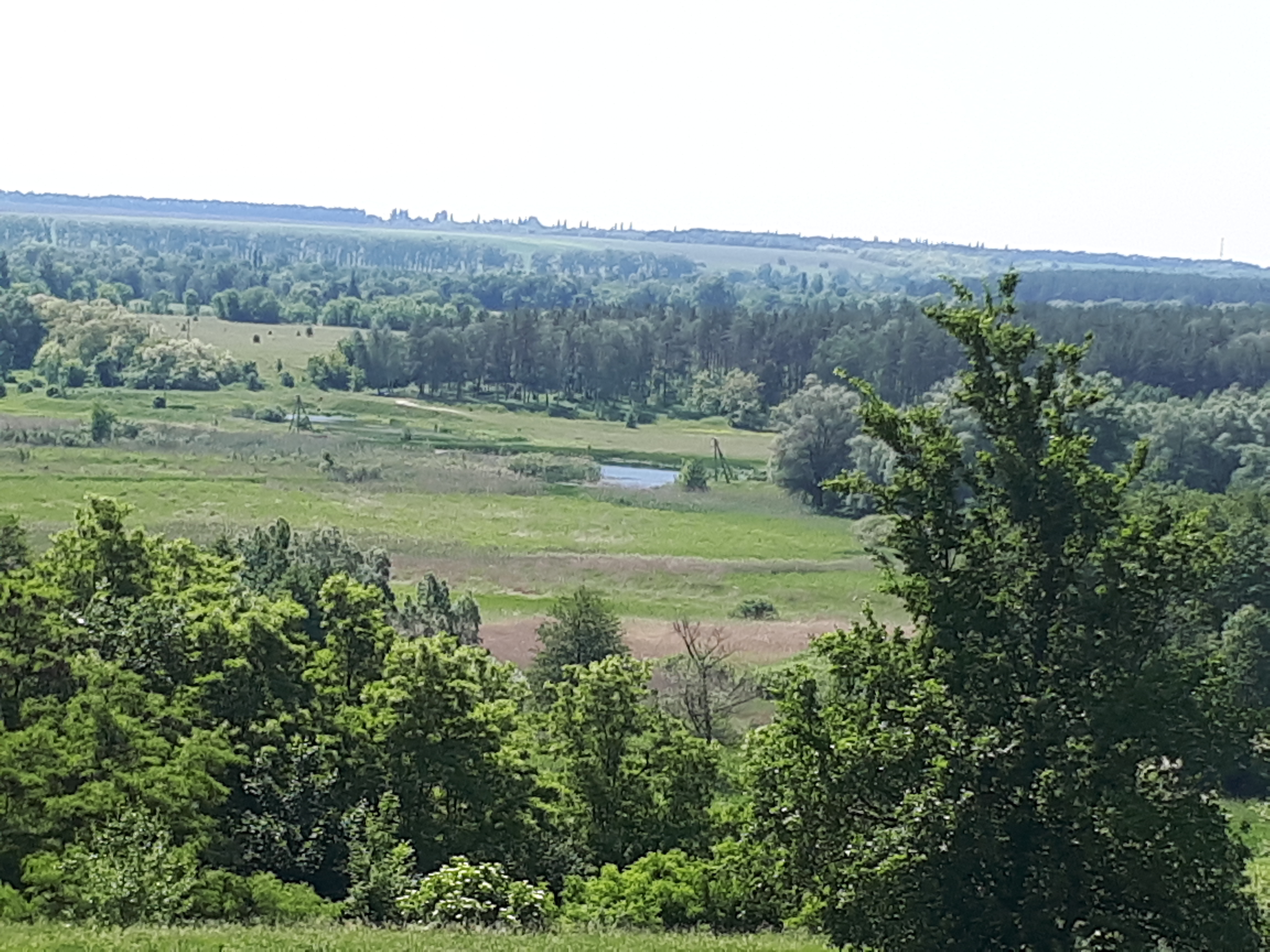